# Fuchi Honda
Fuchi Honda (本田 風智 Honda Fuchi?), född 10 maj 2001 i Fukuoka prefektur, är en japansk fotbollsspelare.
Honda började sin karriär 2019 i Sagan Tosu.